# Marcin Bęben
Marcin Bęben (ur. 9 stycznia 1980 w Czeladzi) – polski piłkarz, grający na pozycji bramkarza. Jako piłkarz Odry Wodzisław Śląski występował w Ekstraklasie.

## Kariera
Wychował się w klubie CKS Czeladź. W 1997 roku został wypożyczony do Zagłębia Sosnowiec, które rok później skorzystało z prawa do pierwokupu i Bęben został tam przez jeszcze jeden sezon. W 1999 roku wrócił do rodzimej Czeladzi, skąd został wypożyczony do Odry Wodzisław Śląski. Wodzisławianie, podobnie jak działacze Zagłębia wykupili Marcina z CKS-u. W Odrze spędził 5 sezonów, w czasie których w I lidze rozegrał 81 spotkań. W 2005 roku znów został wypożyczony, tym razem do GKS Jastrzębia Zdroju. W sezonie 2006-2007 był zawodnikiem Gosława Jedłownik oraz Unii Ząbkowice. Później grał w niemieckiej Viktorii Kolonia oraz Sarmacji Będzin.
30 stycznia 2010 roku rozpoczął testy w klubie KS Moravia Morawica, w którym trenerem bramkarzy jest jego ojciec, Marek. Jego pierwszym treningiem z nową drużyną była gra kontrolna z IV-ligową Szreniawa Nowy Wiśnicz. Bęben spędził na boisku 45 minut, ale tego występu nie może zaliczyć do udanych, gdyż został pokonany przez napastników rywali aż 4-krotnie. Jesienią 2015 roku był zawodnikiem występującego w A-klasie CKS Czeladź.
Syn Marka Bębna, byłego bramkarza Górnika Zabrze, Odry Wodzisław, Polonii Bytom i Zagłębia Sosnowiec.